# Скагабиггд
Скагабиггд (исл. Skagabyggð, исландское произношение: [ˈskaːɣaˌpɪɣθ]) — община на северо-западе Исландии в регионе Нордюрланд-Вестра. В 2022 году в общине на 489 км² проживало 90 человек.

## История
Община Скагабиггд была образована 31 декабря 2001 года путем слияния двух сельских общин Виндхайлисхреппюр (исл. Vindhælishreppur) и Скагахреппюр (исл. Skagahreppur).
В июне 2021 года жители отклонили предложение об объединении Скагабиггд с соседними общинами Скагастрёнд, Блёндюоусбайр и Хунаватнсхреппюр.

## География
Община Скагабиггд находится в северной части Исландии в регионе Нордюрланд-Вестра в западной части полуострова Скайи на восточном берегу Хуна-фьорда на побережье Скагастрёнд. Границы общины простираются от правого берега реки Лаксау на юге до бухты Хрёйнсвик на севере.
Территория общины граничит на юге с землями Хунабиггд, а на востоке Скагабиггд граничит с общиной Скагафьордюр. Практически посреди земель Скагабиггд, разделяя их на две почти равные, не связанные между собой части, находится община Скагастрёнд.
В общине Скагабиггд населённых пунктов нет — только мелкие хутора и фермы. Административный центр общины расположен в Блёндюоусе. Основное занятие жителей — сельское хозяйство (овцеводство и коневодство).

## Инфраструктура
По территории общины проходит участок региональной дороги Скагастрандарвегюр 74 и около три дороги местного значения — Миравегюр 742, Твераурфьядлсвегюр 744 и Скагавегюр 745.
Рядом в соседней общине Скагафьордюр находится аэропорт Сёйдауркроукюр местного значения. Ближайшим международным аэропортом является аэропорт Акюрейри.

## Население
Источник: Mannfjöldi eftir kyni, aldri og sveitarfélögum 1998-2021 (исл.). hagstofa.is. Reykjavík: Hagstofa Íslands [Статистическая служба Исландии]. Дата обращения: 22 ноября 2021.

## Галерея

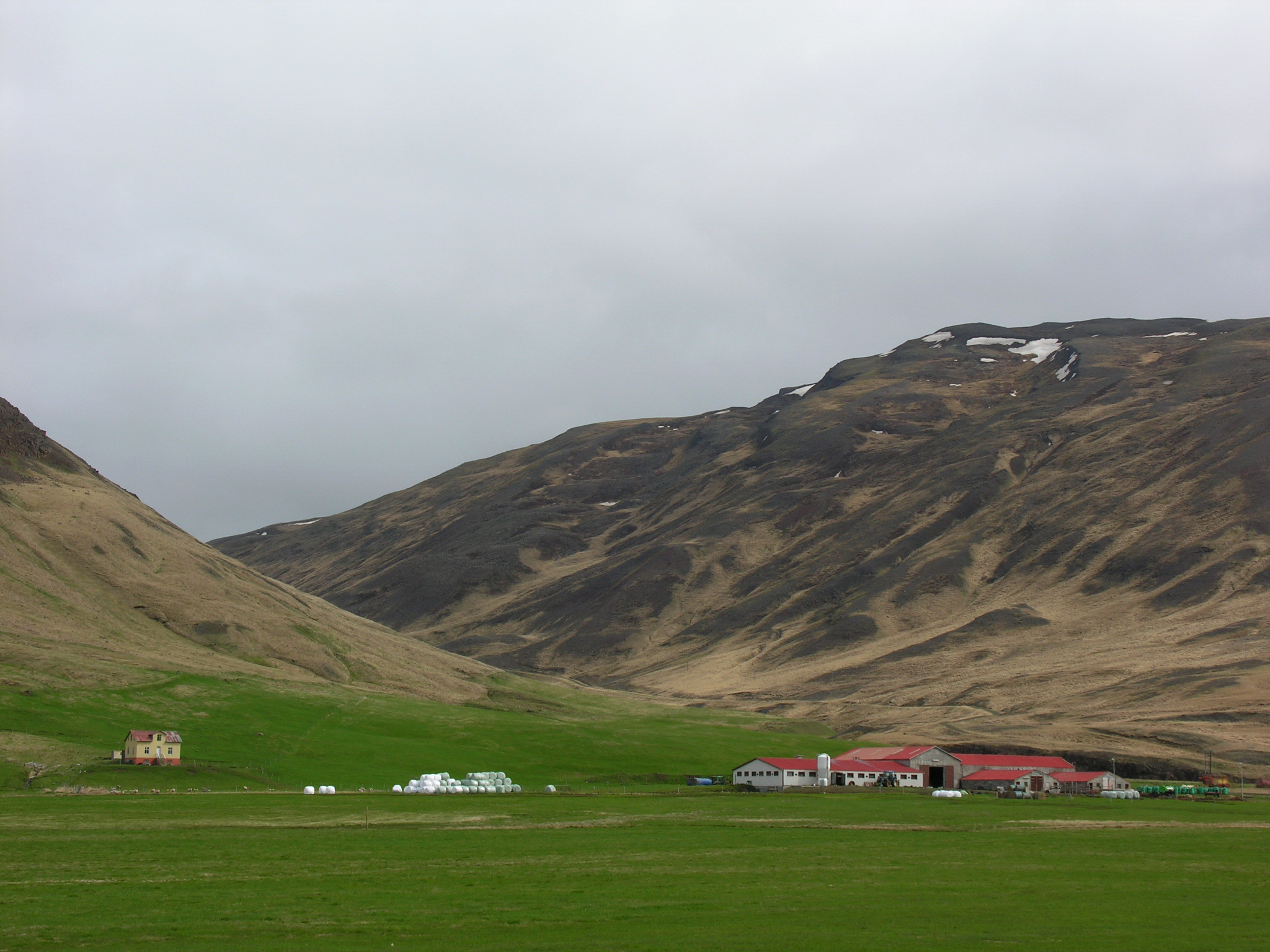
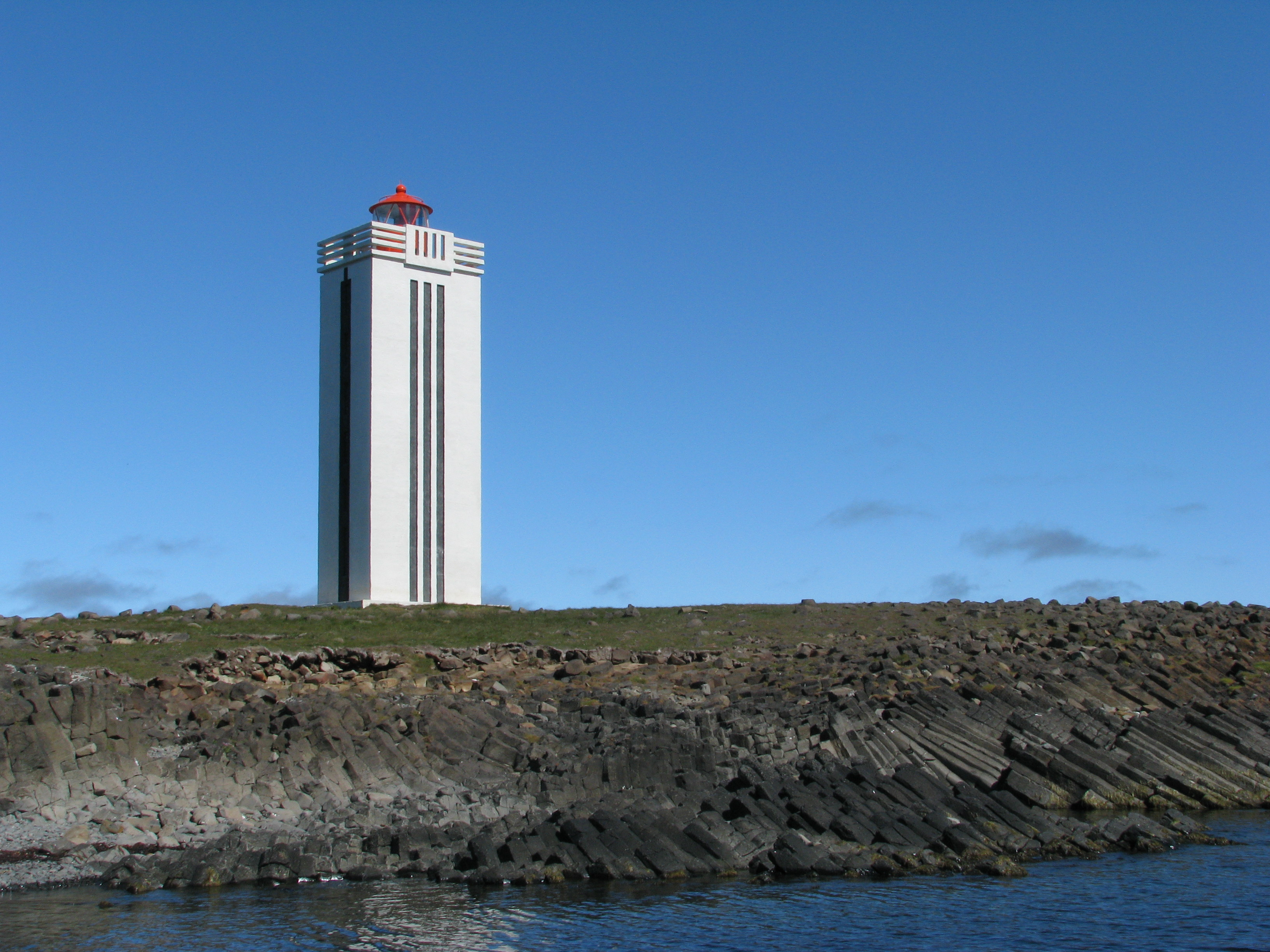